# Lonicera humilis
Lonicera humilis là một loài thực vật có hoa trong họ Kim ngân. Loài này được Kar. & Kir. mô tả khoa học đầu tiên năm 1842.